# Kimberly Scott
Pour les articles homonymes, voir Scott.
Kimberly (Aileen) Scott, née le 11 décembre 1961 à Kingsville (Texas), est une actrice américaine.

## Biographie
Au cinéma, à ce jour, Kimberly Scott a contribué à trente-deux films américains (ou en coproduction), depuis Abyss de James Cameron (1989, avec Ed Harris et Mary Elizabeth Mastrantonio) jusqu'à Love, et autres drogues d'Edward Zwick (2010, avec Jake Gyllenhaal et Anne Hathaway).
Entretemps, mentionnons Drop Zone de John Badham (1994, avec Wesley Snipes et Gary Busey), Batman et Robin de Joel Schumacher (1997, avec George Clooney et Chris O'Donnell), Sam, je suis Sam de Jessie Nelson (2001, avec Sean Penn et Michelle Pfeiffer), ou encore World Trade Center d'Oliver Stone (2006, avec Nicolas Cage et Maria Bello).
Pour la télévision américaine, toujours à ce jour, elle apparaît dans trente-et-une séries entre 1989 et 2007, dont MacGyver (trois épisodes, 1991), L'As de la crime (vingt-deux épisodes, 1991-1994), Associées pour la loi (huit épisodes, 2000-2001) et Sept à la maison (trois épisodes, 2003-2005).
S'ajoutent dix téléfilms de 1990 à 2007, dont Une fée bien allumée de Melanie Mayron (1997, avec Kirstie Alley et Ross Malinger).
Également active au théâtre, Kimberly Scott joue notamment à Broadway (New York) en 1988, dans Joe Turner's Come and Gone (en) d'August Wilson (avec Angela Bassett et Delroy Lindo), qui lui vaut une nomination au Tony Award et une autre au Drama Desk Award, comme meilleur second rôle féminin dans une pièce. Signalons aussi sa participation régulière à l'Oregon Shakespeare Festival (en) (ex. : Our Town de Thornton Wilder en 2008).

## Filmographie partielle

### Cinéma
- 1989 : Abyss (The Abyss) de James Cameron : Lisa « One Night » Standing
- 1990 : L'Expérience interdite (Flatiners) de Joel Schumacher : Winnie Hicks
- 1990 : Deux flics à Downtown (Downtown) de Richard Benjamin : Christine Curren
- 1992 : Présumé coupable (All-American Murder) d'Anson Williams : la meneuse des pom pom girls
- 1993 : Chute libre (Falling Down) de Joel Schumacher : la détective Jones
- 1994 : Le Client (The Client) de Joel Schumacher : Doreen
- 1994 : Drop Zone de John Badham : Joanne
- 1995 : Batman Forever de Joel Schumacher : Margaret
- 1997 : Batman et Robin (Batman and Robin) de Joel Schumacher : l'assistante de l'observatoire
- 1998 : Sweet Jane de Joe Gayton : Dr Gordon
- 2001 : K-PAX : L'Homme qui vient de loin (K-Pax) de Iain Softley : Joyce Trexler
- 2001 : Sam, je suis Sam (I Am Sam) de Jessie Nelson : Gertie
- 2002 : Impostor de Gary Fleder : l'officier de la Comms
- 2003 : The United States of Leland de Matthew Ryan Hoge : Myra
- 2005 : Black/White (Guess Who) de Kevin Rodney Sullivan : Kimbra
- 2006 : World Trade Center d'Oliver Stone : Sergent King
- 2009 : Mister Showman (The Great Buck Howard) de Sean McGinly : l'infirmière
- 2010 : Love, et autres drogues (Love and Other Drugs) d'Edward Zwick : Gail
- 2021 : Respect de Liesl Tommy : Mama Franklin

### Télévision

#### Séries télévisées
- 1991 : MacGyver
  - Saison 7, épisode 2 Quiproquo (The Hood), épisode 4 Le Syndrome de Prométhée (The Prometheus Syndrome) et épisode 6 Mort vivant (Walking Dead) : Mama Lorraine
- 1991-1994 : L'As de la crime (The Commish)
  - Saisons 1 à 4, 22 épisodes : Lucille Carter
- 1993 : Enquête privée (Bodies of Evidence)
  - Saison 2, 8 épisodes : Maggie Holland
- 1994 : Urgences (ER)
  - Saison 1, épisode 4 Longue Nuit aux urgences (Into That Good Night) de Charles Haid : la mère de Sandy
- 1995 : Chicago Hope : La Vie à tout prix (Chicago Hope)
  - Saison 2, épisode 1 Affaires de cœur (Hello Goodbye) de Michael Dinner : Dr Kimberly Barnett
- 1996 : Incorrigible Cory (Boy Meets World)
  - Saison 3, épisode 15 The Heart Is a Lonely Hunter : Sonja
- 1996 : Couleur Pacifique (Malibu Shores)
  - Saison unique, épisodes 1 et 2 Coup de foudre, 1re et 2e parties (Pilot, Parts I & II) : l'officier Guthrie
- 1996 : Troisième planète après le Soleil (3rd Rock from the Sun)
  - Saison 1, épisode 11 La Tête de l'art (The Art of Dick) : Emily
- 1998 : JAG
  - Saison 3, épisode 13 Rancœur (With Intent to Die) de Winrich Kolbe : l'agent du NCIS Lisa Viola
- 1999 : Sister, Sister
  - Saison 6, épisode 16 Art dramatique (I Know What You Did in Drama Class) : Professeur Weaver
- 1999 : The Practice : Bobby Donnell et Associés (The Practice)
  - Saison 3, épisode 17 L'expérience parle (Target Practice) de John Patterson : la principale Richwood
- 2000 : New York Police Blues (NYPD Blue)
  - Saison 7, épisode 11 La Mort d'Abner (Little Abner) : la doctoresse
- 2000 : Les Anges du bonheur (Touched by an Angel)
  - Saison 6, épisode 19 Confessions (True Confessions) de Larry Peerce : Enshake
- 2000 : La Vie avant tout (Strong Medicine)
  - Saison 1, épisode 12 À consommer avec modération (Brainchild) de Scott Paulin : Mme Rose Jenkins
- 2000-2001 : Associées pour la loi (Family Law)
  - Saison 2, épisodes 5 et 6 La Manière forte, 1re et 2e parties (Telling Lies, Part I & Part II Conclusion, 2000), épisode 20 Adoptions (Bringing Up Babies, 2001), épisode 21 La Loi de la tribu (Americans, 2001) d'Elodie Keene et épisode 22 Un passé trop lourd (Recovery, 2001) : Carla Turner
  - Saison 3, épisode 1 Irreparable Harm (2001), épisode 2 Moving On (2001) et épisode 4 My Brother's Keeper (2001) : Carla Turner
- 2001 : Deuxième Chance (Once and Again)
  - Saison 2, épisode 14 Sang chaud, sang froid (The Other End of the Telescope) : Lieutenant Saticoy
- 2001 : Providence
  - Saison 4, épisode 7 Trop c'est trop (The Honeymoon's Over) de John Patterson : Nina Barnett
- 2002 : Tout le monde aime Raymond (Everybody Loves Raymond)
  - Saison 7, épisode 3 Devoirs d'un père – Le Moindre Effort (Homework)
- 2002 : Will et Grace (Will & Grace)
  - Saison 4, épisode 22 Rêve éveillé (Wedding Balls) de James Burrows : l'auteur
- 2003-2005 : Sept à la maison (7th Heaven)
  - Saison 8, épisode 9 Alice (Go Ask Alice, 2003) : Greta
  - Saison 9, épisode 8 Famille d'accueil (Why Not Me?, 2004) et épisode 22 Joies et déceptions, 2e partie (Mi Familia, Part II, 2005) : Greta
- 2004 : Wonderfalls
  - Saison unique, épisode 5 Au-dessus des lois (Crime Dog) : l'officier Hale
- 2006-2007 : Médium (Medium)
  - Saison 3, épisode 6 Une simple intuition (Profiles in Terror, 2006) de Peter Werner, épisode 13 Comme si de rien n'était (Second Opinion, 2007) et épisode 19 Pour une poignée de diamants (No One to Watch Over Me, 2007) : la coroner

#### Téléfilms
- 1991 : Femmes sous haute surveillance (Prison Stories: Women on the Inside)
- 1994 : Green Dolphin Beat de Tommy Lee Wallace : Carter
- 1997 : Une fée bien allumée (Toothless) de Melanie Mayron : Gwen
- 1999 : The '60s de Mark Piznarski : Althea Taylor
- 2002 : SOS Père Noël (Santa, Jr.) de Kevin Connor : Mme Taylor
- 2005 : Le Cœur en sommeil (Touched) de Timothy Scott Bogart : Gladys

## Théâtre (sélection)
- 1988 : Joe Turner's Come and Gone d'August Wilson (Broadway) : Molly Cunningham
- 2008 : Our Town de Thornton Wilder (Oregon Shakespeare Festival – OSF) : Myrtle Webb
- 2011 : Henri IV (deuxième partie) (Henry IV, Part II) de William Shakespeare (OSF) : Mme Quickly
- 2013 : The Liquid Plain de Naomi Wallace (OSF) : Dembi

## Distinctions
- 1988 : Deux nominations comme meilleur second rôle féminin dans une pièce, au Tony Award et au Drama Desk Award, pour Joe Turner's Come and Gone.